# درساژ (فیلم)
درساژ، فیلمی ایرانی در ژانر درام محصول سال ۱۳۹۶ است. این فیلم جایزه بخش نسل جشنواره برلین ۲۰۱۸ و بهترین فیلم اول در سی و ششمین جشنواره جهانی فیلم فجر را کسب کرده‌است. کارگردانی این فیلم را پویا بادکوبه و تهیه‌کنندگی آن را سمیرا برادری و روح‌الله برادری برعهده داشته‌اند. از بازیگران اصلی آن می‌توان علی مصفا، شبنم مقدمی، یسنا میرطهماسب، نگار مقدم، به آفرید غفاریان و جلال فاطمی را نام برد. این فیلم در ۱۹ دی ۱۳۹۷ در سینماهای ایران اکران شده‌است.

## خلاصه داستان
گلسا دختری ۱۶ ساله است که به همراه خانواده‌اش در شهری کوچک در اطراف تهران زندگی می‌کند. او بیشتر اوقات خود را با گروهی از دوستانش می‌گذراند. یک روز آن‌ها تصمیم می‌گیرند تا دست به اقدامی هیجان‌انگیز بزنند؛ اقدامی که پیامدهای غیرمنتظره‌ای در پی خواهد داشت و از کاری صرفاً سرگرم‌کننده و هیجان‌انگیز، به دردسری پیچیده تبدیل می‌شود. اتفاقاتی که رخ می‌دهد، از اساس، دیدگاه گلسا نسبت به زندگی را تغییر می‌دهد.
در بیانیه هیئت داوران جشنواره فیلم برلین ۲۰۱۸ آمده‌است:
«فیلم «درساژ» ما را با داستان‌گویی هوشمندانه و همچنین توسعهٔ پیچیده و غیرقابل پیش‌بینی شخصیت‌ها تحت‌تاثیر قرار داده‌است.».

## بازیگران
| بازیگر          | نقش             |
| نگار مقدم       | گلسا            |
| علی مصفا        | پدر گلسا        |
| شبنم مقدمی      | مادر گلسا       |
| یسنا میرطهماسب  | امیر            |
| هوشنگ توکلی     | عمو             |
| علیرضا ثانی فر  | صاحب سوپرمارکت  |
| علیرضا آقاخانی  | پدر امیر        |
| سیامک ادیب      | دوست پدر گلسا   |
| جلال فاطمی      | مدیر باشگاه     |
| لویی سیفی       | کارگر سوپرمارکت |
| باسط رضایی      | میلاد           |
| به‌آفرید غفاریان | شیرین           |
| شایان فصیح‌زاده  | آرش             |
| رامبد مطلبی     | مهران           |

نعيم بختيارى
مستاجر

## جوایز
این فیلم در مجموع کاندید و برنده بیش از ۲۰ جایزه ایرانی و بین‌المللی بوده‌است:
- جایزه طلایی بهترین فیلم سینمایی جشنواره فیلم‌های شرقی ژنو ۲۰۱۹
- جایزه ویژه هیئت‌داوران برلین ۲۰۱۸
- جایزه بهترین بازیگر زن شانگهای ۲۰۱۸
- جایزه بهترین فیلم پارسی استرالیا ۲۰۱۸
- سیمرغ بلورین بهترین فیلم اول سی و ششمین جشنواره جهانی فیلم فجر ۱۳۹۷
- جایزه ویژه داوران رشد ۱۳۹۷
- جایزه بهترین فیلم اول سینه ایران تورنتو ۲۰۱۸
- جایزه بهترین فیلمنامه سینه ایران تورنتو ۲۰۱۸
- نامزد بهترین فیلم اول برلین ۲۰۱۸
- نامزد بهترین فیلم اول شانگهای ۲۰۱۸
- منتخب فستیوال گرانادا ۲۰۱۸
- منتخب فستیوال سیدنی ۲۰۱۸
- منتخب فستیوال نیو اوریزون ۲۰۱۸
- منتخب فستیوال ملبورن ۲۰۱۸
- منتخب فستیوال ساخالین ۲۰۱۸
- منتخب فستیوال پیونگ یانگ ۲۰۱۸
- منتخب فستیوال کپنهاگ ۲۰۱۸
- منتخب فستیوال عرب فیلم فستیوال ۲۰۱۸
- منتخب فستیوال سینه یوروپ ۲۰۱۸
- منتخب فستیوال جنایت و مکافات ترکیه ۲۰۱۸
- منتخب فستیوال الِ کینو ۲۰۱۸
- جایزه بهترین فیلم از جشنواره زنان بیروت ۲۰۲۰
- جایزه بهترین فیلمنامه از جشنواره زنان بیروت ۲۰۲۰

## درساژ در رسانه‌ها
- مجله ورایتی از درساژ می‌گوید:

«درام جوانانهٔ «درساژ» که داستانی اخلاقی برای عصری جدید است؛ پیامدهای رشد شکاف اجتماعی در جامعهٔ معاصر ایران را با قدرت ترسیم می‌کند و طبقات متوسط و فرادستی را محکوم می‌کند که هسته اخلاقی خود را از دست داده‌اند.»
«درساژ» فیلمی که بحران دوران نوجوانی یک دختر را در مسیری خاص و منحصربه‌فرد پی می‌گیرد.
- نقد سحر عصرآزاد در مورد فیلم «درساژ»:

«درساژ» فیلمی صریح، تمثیلی و برآشوبنده
اولین فیلم پویا بادکوبه عمیقاً در دنیای سردرگم و خشمگین جوانان شیرجه می‌زند و هرگز ایمان خود به قهرمان عصیانگرش را از دست نمی‌دهد.
- متن کامل یادداشت دبورا یانگ منتقد هالیوود ریپورتر:

از اختلاف طبقاتی تا اختلاف نسل‌ها
افزایش اختلاف طبقاتی یک مشکل جهانی است و جامعهٔ معاصر ایران نیز از این قاعده مستثنی نیست. پویا بادکوبه، کارگردان درساژ، توجه‌ها را به این شکاف از طریق زاویه دیدی تازه جلب می‌کند: از چشمان دختر نوجوان لجباز ی که نه فقط به مفهوم طبقه، که به اختلاف نسل‌ها نیز اشاره می‌کند.
پویا بادکوبه سراغ زخم کهنه اخلاق در جامعه متوسط ایران رفت
بادکوبه سراغ موضوعی حساس در جامعه متوسط ایرانی رفته و بادست گذاشتن بر زخم کهنه اخلاق در این طبقه، بخشی از چرک جمع شده زیر زخم را خالی می‌کند.